# 盐井街道 (重庆市)

盐井街道，是中华人民共和国重庆市合川区下辖的一个乡镇级行政单位。

## 行政区划
盐井街道下辖以下地区：
盐井社区、照镜村、炮台村、石马村、糖坝村、水波洞村、茶园村、观音村和许家村。

### 沿革
- 鹽井溪場，清代屬永清里，光緒三十二年改永清鎮。
- 民國20年，改鹽井溪置鹽井鎮，並分十塘場、鹽井溪設立九塘鄉。
- 民國30年，改鹽井鄉。
- 1953年2月19日分草街、鹽井鄉置麻柳鄉，1953年8月29日分鹽井、灘子鄉置小廟鄉，1956年1月小廟鄉併入鹽井、灘子鄉。
- 1958年，改鹽井公社。1968年，更名紅衛公社。1983年12月，改鹽井鄉，1984年6月，鹽井鄉改稱鹽井鎮。
- 1992年九塘鄉併入。1997年轄回龍、大壩、乾溝、觀音、熊壩、新店、三界、高梘、高碑、巨梁、深水、鍾離、楠木、龍院、許家、玉屏、小壩、茶園18個行政村和鹽井、蔡家、回龍橋、巨梁沱、石灰槽5個居委會。
- 2001年6月5日，將原東津沱街道辦事處所轄炮台、石馬、藍嘴、龍溪、照鏡、石廟、糖壩、建梁、銀窩9個村委會，沙溪居委會劃歸鹽井鎮管轄，鹽井鎮共轄24個村委會，3個居委會。將鹽井鎮所轄的高梘、高碑、巨梁3個村委會，蔡家灣居委會劃歸草街鎮管轄。鹽井鎮政府駐鹽井溪[3]。
- 2009年6月3日，撤銷龍溪村，將原龍溪村整體併入炮台村[4]。
- 2009年12月31日，撤銷鹽井鎮,設立鹽井街道。